# Újezdec u Tvrzic
Újezdec (deutsch Aujestetz) ist eine Gemeinde in Tschechien. Sie liegt drei Kilometer nördlich von Vlachovo Březí in Südböhmen und gehört zum Okres Prachatice.

## Geographie
Újezdec befindet sich im Vorland des Böhmerwaldes. Das Dorf liegt linksseitig des Baches Újezdecký potok am östlichen Fuße des Hügels Hora (613 m). Gegen Norden liegt das Tal des Černý potok. Östlich erhebt sich die Dolejší hora (577 m), im Südosten der Luh (619 m) und südwestlich die Uhřice (822 m). Durch das Dorf führt die Staatsstraße II/144 zwischen Volyně und Vlachovo Březí. Gegen Nordosten befindet sich die Ruine der Helfenburg.
Nachbarorte sind Všechlapy, Pahrbek und Tvrzice im Norden, Ovčín, Javornice und Tourov im Nordosten, Lipovický Mlýn, Dub und Dubská Lhota im Osten, Lipovice und Konopiště im Südosten, Chocholatá Lhota und Vlachovo Březí im Süden, Doubrava, Uhřice und Dolní Nakvasovice im Südwesten, Kovanín, Zálezly und Beneda im Westen sowie Bušanovice, Želibořice, Úlehle und Předslavice im Nordwesten.

## Geschichte
Die erste schriftliche Erwähnung des Dorfes erfolgte im Jahre 1300. Während des 14. Jahrhunderts erwarben die Rosenberger große Gebiete in der Umgebung. Ulrich I. von Rosenberg ließ ab 1355 die Helfenburg erbauen. Das Gut Dub, zu dem Újezdec gehörte, bewahrte jedoch seine Eigenständigkeit als Landadelssitz. Zu den Besitzern des Gutes gehörten u. a. Peter Baubinsky von Augezd, der an den Prager Landtagen von 1569 und 1571 teilnahm sowie ab 1608 Pavel Kavka von Říčany. Ihm folgte 1651 Miroslav Markvart von Hrádek. Nach dessen Tode wurde der Besitz geteilt und 1689 durch Karl Philipp Graf von Buquoy wieder vereinigt. Anschließend wechselten die Besitzer in rascher Folge. Zu ihnen gehörten Erasmus Zucker von Dammfeld, danach Johann Amand Reichsfreiherr von Linker und Lutzenwik. Dieser verkaufte das Gut 1790 an Johann Zadubsky von Schönthal. Zwei Jahre später erwarb Jakob Veith den Besitz, von ihm 1810 Andreas Neuhold und 1820 Johann Nadherny. 1839 kaufte Moritz Ritter Hönig von Henikstein das Gut Dub von Johann von Nadherny. Im Jahre 1840 bestand Augezdetz/Augezdec aus 33 Häusern mit 205 Einwohnern; davon waren vier Häuser mit 29 Einwohnern nach Wällischbirken untertänig. Im Duber Anteil lebte eine Israelitenfamilie. Das Wirtshaus lag im Duber Anteil. Pfarrort war Dub. Bis zur Mitte des 19. Jahrhunderts blieb das Dorf anteilig dem Allodialgut Dub samt Bortschitz bzw. der Fideikommissherrschaft Wällischbirken untertänig. Die Bewohner lebten von der Landwirtschaft.
Nach der Aufhebung der Patrimonialherrschaften bildete Oujezdec/Augezdetz ab 1850 einen Ortsteil der  Gemeinde Nakvasovice in der Bezirkshauptmannschaft Strakonice und dem Gerichtsbezirk Volyně. Ab 1878 gehörte Oujezdec als Ortsteil zur Gemeinde Tvršice. Seit 1924 wird Újezdec als amtlicher Ortsname verwendet. 1930 löste sich Újezdec von Tvrsice los und bildete eine eigene Gemeinde. 1949 wurde das Dorf dem Okres Prachatice zugeordnet. 1964 erfolgte die Eingemeindung nach Tvrzice. Nach einem Referendum löste  sich Újezdec zum 24. November 1990 wieder von Tvrsice los und bildete eine eigene Gemeinde. 

## Gemeindegliederung
Für die Gemeinde Újezdec sind keine Ortsteile ausgewiesen.

## Sehenswürdigkeiten
- Kapelle am Dorfplatz